# 南あわじ市
南あわじ市（みなみあわじし）は、兵庫県の南部、淡路島最南端（県全体としても南端）に位置する市。市域にはその南方に位置する沼島（ぬしま）を含む。淡路県民局管轄区域。

## 地理

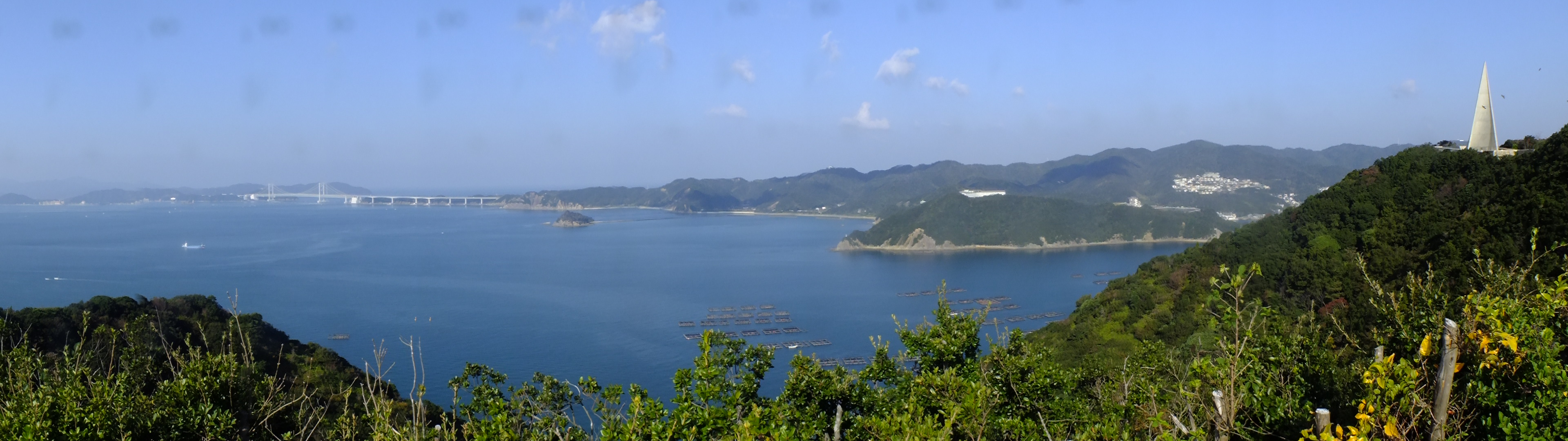
大鳴門橋、
福良湾から若人の広場（右）までを遠望

淡路島の南部、兵庫県最南端に位置し、播磨灘・鳴門海峡・紀伊水道に面しており、兵庫県下の自治体で唯一太平洋に面している。
今後発生が予測される南海トラフ巨大地震の際には、最大5mの津波が到達することが予想されている。これは島内の3市の中で最大規模。
瀬戸内気候区に属し、温暖な気候で夏季は少雨のため市内にはため池が多い。
市東部には淡路島内最高峰の諭鶴羽山（ゆずるはさん）がある。鳴門海峡を挟んで徳島県と接する。
- 海:播磨灘・鳴門海峡・紀伊水道
- 山:諭鶴羽山
- 河川:三原川
- 平野:三原平野
- 島:沼島

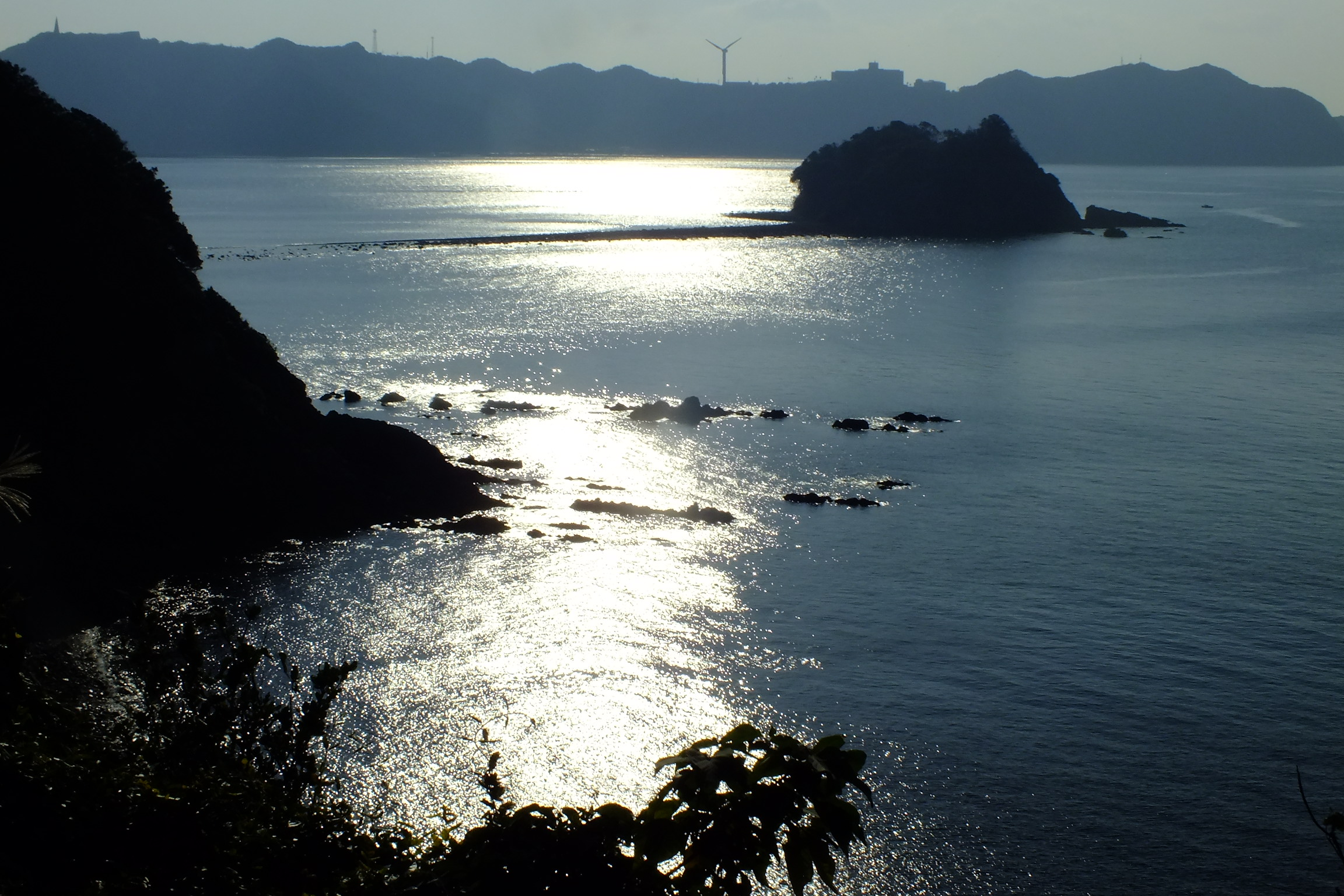
鳴門海峡
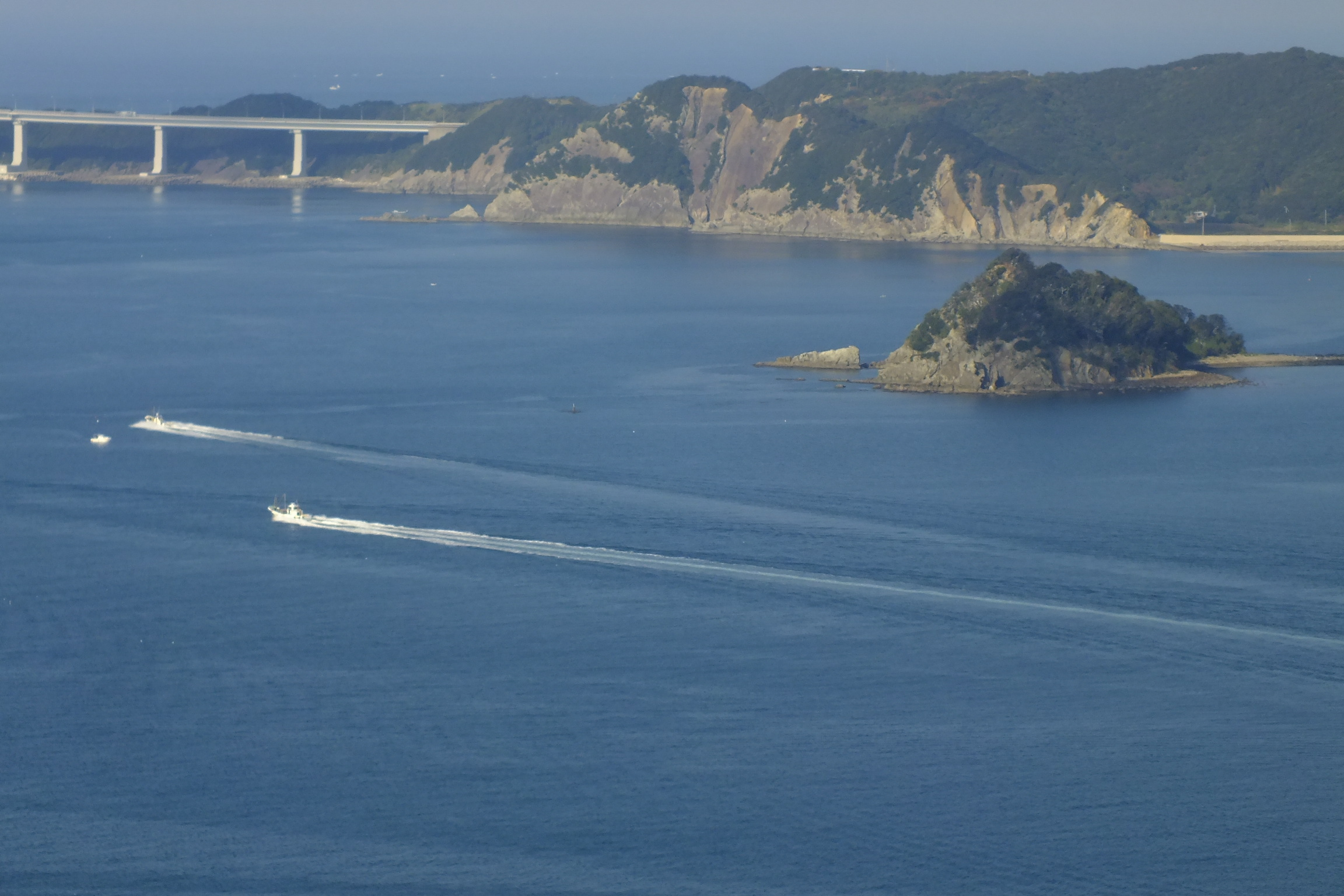
大園島と福良湾
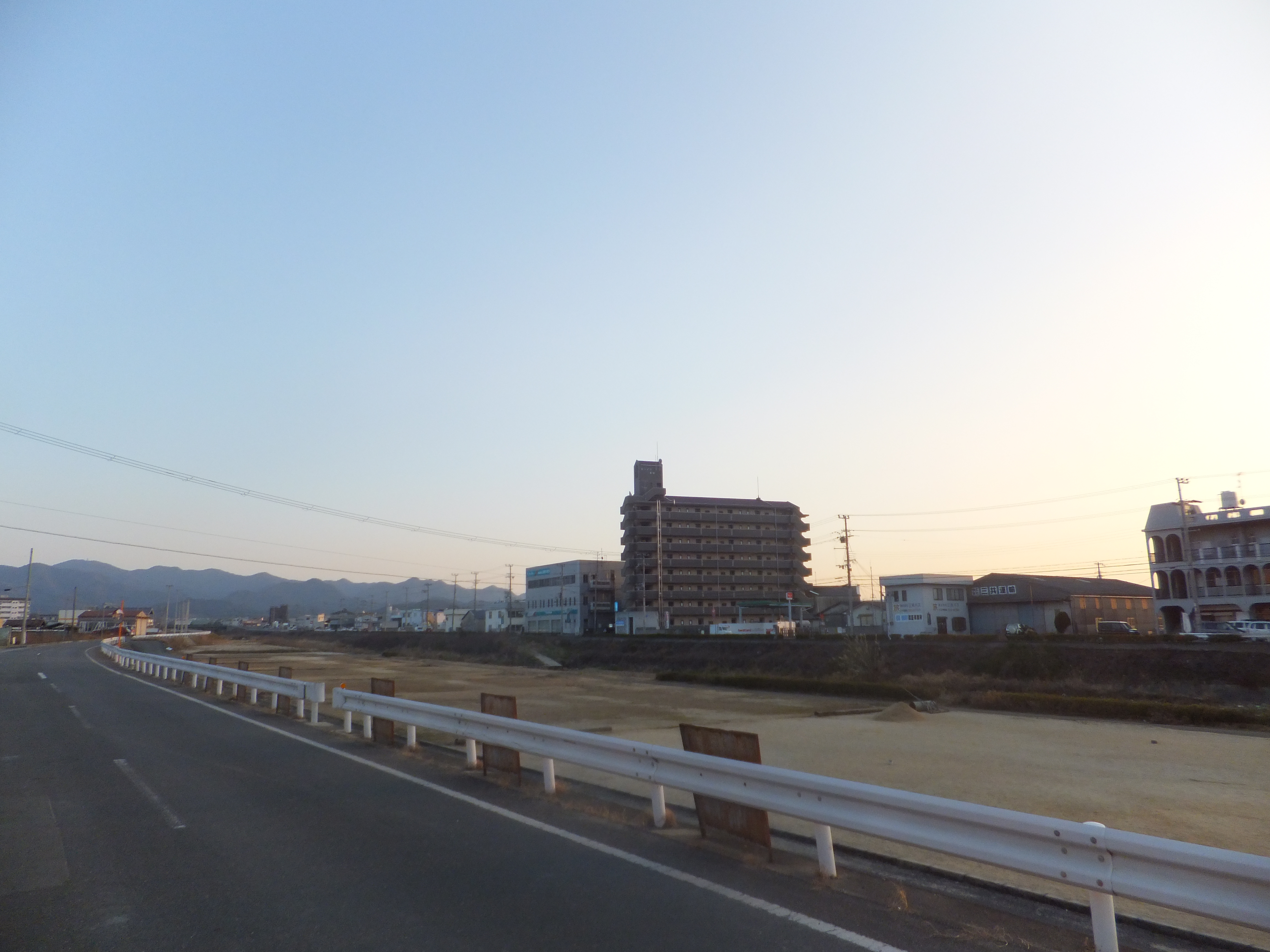
三原川 市善光寺で撮影
三原平野
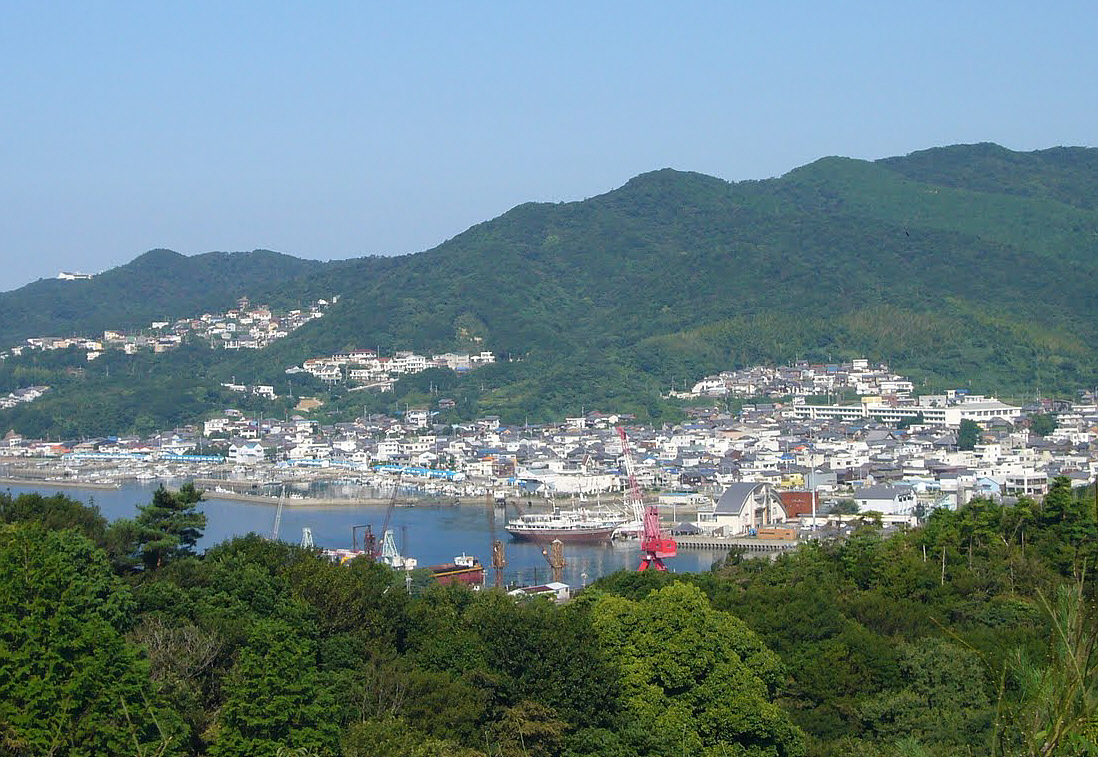
徳島県との境目に接する福良地区
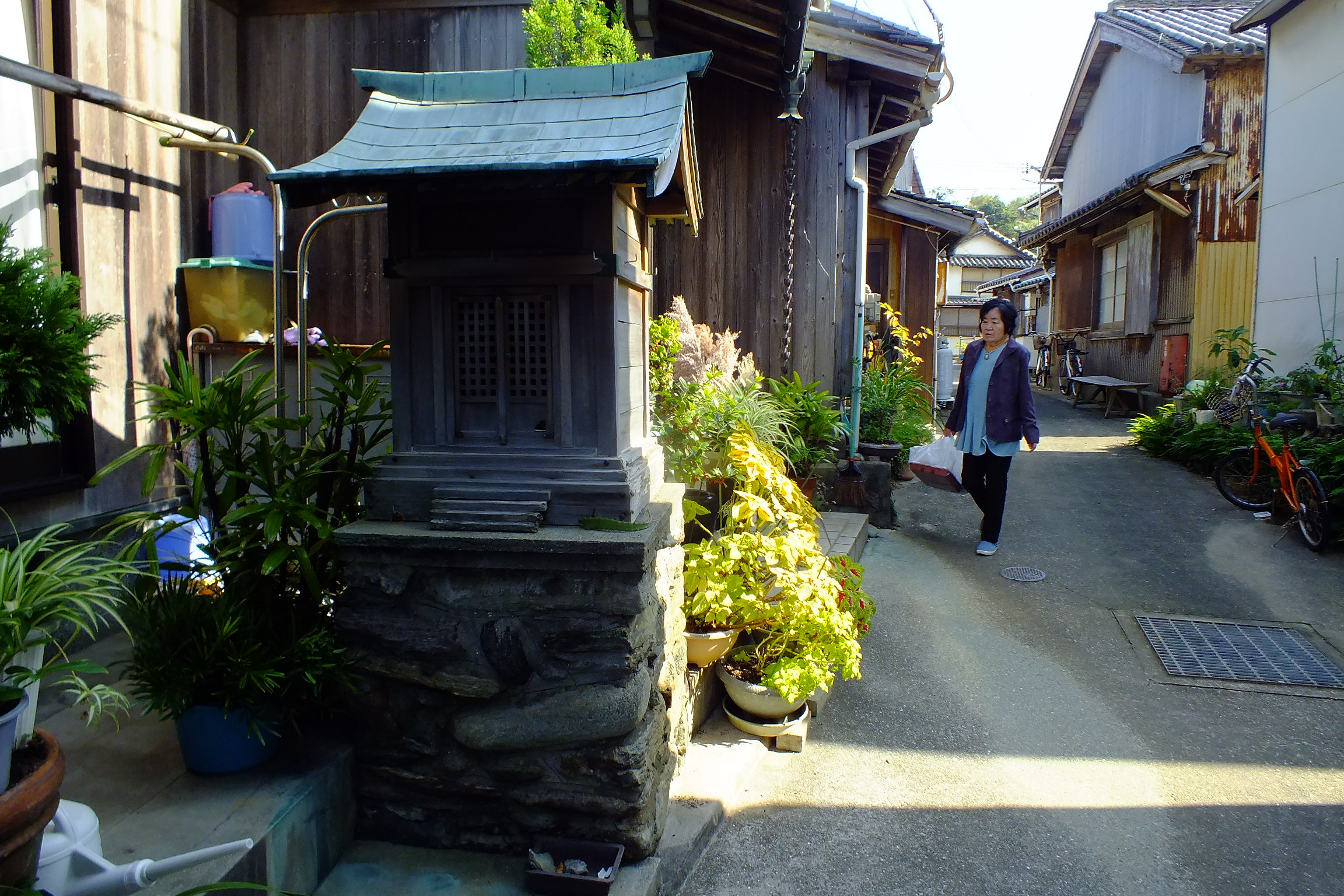
古い町並みを残す沼島の集落

### 気候
| 南淡（2004年 - 2020年）の気候      | 南淡（2004年 - 2020年）の気候 | 南淡（2004年 - 2020年）の気候 | 南淡（2004年 - 2020年）の気候 | 南淡（2004年 - 2020年）の気候 | 南淡（2004年 - 2020年）の気候 | 南淡（2004年 - 2020年）の気候 | 南淡（2004年 - 2020年）の気候 | 南淡（2004年 - 2020年）の気候 | 南淡（2004年 - 2020年）の気候 | 南淡（2004年 - 2020年）の気候 | 南淡（2004年 - 2020年）の気候 | 南淡（2004年 - 2020年）の気候 | 南淡（2004年 - 2020年）の気候 |
| 月                                 | 1月                           | 2月                           | 3月                           | 4月                           | 5月                           | 6月                           | 7月                           | 8月                           | 9月                           | 10月                          | 11月                          | 12月                          | 年                            |
| ---------------------------------- | ----------------------------- | ----------------------------- | ----------------------------- | ----------------------------- | ----------------------------- | ----------------------------- | ----------------------------- | ----------------------------- | ----------------------------- | ----------------------------- | ----------------------------- | ----------------------------- | ----------------------------- |
| 最高気温記録 °C （°F）             | 17.3 (63.1)                   | 21.3 (70.3)                   | 24.8 (76.6)                   | 28.4 (83.1)                   | 30.8 (87.4)                   | 35.4 (95.7)                   | 36.1 (97)                     | 37.6 (99.7)                   | 35.2 (95.4)                   | 30.5 (86.9)                   | 25.5 (77.9)                   | 22.1 (71.8)                   | 37.6 (99.7)                   |
| 平均最高気温 °C （°F）             | 9.9 (49.8)                    | 10.9 (51.6)                   | 14.2 (57.6)                   | 19.0 (66.2)                   | 23.6 (74.5)                   | 26.5 (79.7)                   | 29.9 (85.8)                   | 31.8 (89.2)                   | 28.5 (83.3)                   | 23.4 (74.1)                   | 18.0 (64.4)                   | 12.4 (54.3)                   | 20.6 (69.1)                   |
| 日平均気温 °C （°F）               | 5.8 (42.4)                    | 6.3 (43.3)                    | 9.1 (48.4)                    | 13.8 (56.8)                   | 18.6 (65.5)                   | 22.3 (72.1)                   | 26.1 (79)                     | 27.4 (81.3)                   | 24.0 (75.2)                   | 18.7 (65.7)                   | 13.3 (55.9)                   | 8.3 (46.9)                    | 16.1 (61)                     |
| 平均最低気温 °C （°F）             | 1.7 (35.1)                    | 1.9 (35.4)                    | 4.0 (39.2)                    | 8.4 (47.1)                    | 13.7 (56.7)                   | 18.8 (65.8)                   | 23.3 (73.9)                   | 24.0 (75.2)                   | 20.4 (68.7)                   | 14.6 (58.3)                   | 8.8 (47.8)                    | 4.2 (39.6)                    | 11.9 (53.4)                   |
| 最低気温記録 °C （°F）             | −4.3 (24.3)                   | −5.0 (23)                     | −3.3 (26.1)                   | −0.1 (31.8)                   | 3.8 (38.8)                    | 10.0 (50)                     | 18.1 (64.6)                   | 15.9 (60.6)                   | 13.0 (55.4)                   | 5.7 (42.3)                    | 0.8 (33.4)                    | −2.1 (28.2)                   | −5.0 (23)                     |
| 降水量 mm （inch）                 | 36.8 (1.449)                  | 58.1 (2.287)                  | 87.5 (3.445)                  | 89.6 (3.528)                  | 114.9 (4.524)                 | 170.9 (6.728)                 | 197.3 (7.768)                 | 143.3 (5.642)                 | 225.2 (8.866)                 | 185.6 (7.307)                 | 73.8 (2.906)                  | 73.9 (2.909)                  | 1,417.4 (55.803)              |
| 平均降水日数 （≥1.0 mm）           | 4.8                           | 7.3                           | 8.8                           | 8.9                           | 8.3                           | 10.3                          | 10.1                          | 7.2                           | 9.8                           | 8.5                           | 6.0                           | 6.4                           | 96.4                          |
| 平均月間日照時間                   | 164.2                         | 154.2                         | 198.5                         | 212.2                         | 222.3                         | 167.8                         | 193.0                         | 246.7                         | 172.1                         | 167.3                         | 152.0                         | 146.5                         | 2,201.6                       |
| 出典1：Japan Meteorological Agency |                               |                               |                               |                               |                               |                               |                               |                               |                               |                               |                               |                               |                               |
| 出典2：気象庁                      |                               |                               |                               |                               |                               |                               |                               |                               |                               |                               |                               |                               |                               |

### 人口
合併後の人口は約5万4000人となり面積、人口とも淡路島最大の市となったが、合併後からの人口減少により、現在は約4万9000人ほどである（ただし人口密度は島内3つの市の中で最も低い）。
平成22年国勢調査より前回調査からの人口増減をみると、4.65％減の49,853人であり、増減率は県下41市町中29位、49行政区域中37位。
| |                                            |  |
| 南あわじ市と全国の年齢別人口分布（2005年） | 南あわじ市の年齢・男女別人口分布（2005年） |  |
| ■紫色 ― 南あわじ市 ■緑色 ― 日本全国 | ■青色 ― 男性 ■赤色 ― 女性                  |  |
| 南あわじ市（に相当する地域）の人口の推移 \| 1970年（昭和45年） \| 58,072人 \| \| \| 1975年（昭和50年） \| 57,813人 \| \| \| 1980年（昭和55年） \| 57,744人 \| \| \| 1985年（昭和60年） \| 57,690人 \| \| \| 1990年（平成2年） \| 57,526人 \| \| \| 1995年（平成7年） \| 56,664人 \| \| \| 2000年（平成12年） \| 54,979人 \| \| \| 2005年（平成17年） \| 52,283人 \| \| \| 2010年（平成22年） \| 49,834人 \| \| \| 2015年（平成27年） \| 46,912人 \| \| \| 2020年（令和2年） \| 44,137人 \| \| |                                            |  |
| 総務省統計局 国勢調査より |                                            |  |
| 1970年（昭和45年） | 58,072人                                   |  |
| 1975年（昭和50年） | 57,813人                                   |  |
| 1980年（昭和55年） | 57,744人                                   |  |
| 1985年（昭和60年） | 57,690人                                   |  |
| 1990年（平成2年） | 57,526人                                   |  |
| 1995年（平成7年） | 56,664人                                   |  |
| 2000年（平成12年） | 54,979人                                   |  |
| 2005年（平成17年） | 52,283人                                   |  |
| 2010年（平成22年） | 49,834人                                   |  |
| 2015年（平成27年） | 46,912人                                   |  |
| 2020年（令和2年） | 44,137人                                   |  |

### 隣接している自治体
洲本市への通勤率は12.6%である（平成22年国勢調査）。
- 兵庫県
  - 洲本市
- 徳島県
  - 鳴門市（鳴門海峡を挟む）

## 歴史
- 2005年（平成17年）1月11日 - 三原郡全町の三原町、緑町、西淡町、南淡町の4町が新設合併し、南あわじ市が誕生する[4]。同時に市旗・市章を制定する[5] [6] [7]。
- 2009年（平成21年）12月21日 - 市民憲章・市花・市木を制定する[8]。
- 2013年4月13日 - 淡路島付近を震源とするM6.3の地震が発生。この地震では淡路市で最大震度の6弱を観測し、南あわじ市でも震度5強を観測した[9]。

## 行政

### 市長
- 市長：守本憲弘（2017年2月13日就任、2期目）

| 代             | 氏名     | 就任年月日    | 退任年月日    | 備考       |
| -------------- | -------- | ------------- | ------------- | ---------- |
| 市長職務執行者 | 長江和幸 | 2005年1月11日 | 2005年2月13日 | 旧西淡町長 |
| 初-3代         | 中田勝久 | 2005年2月13日 | 2017年2月12日 | 旧三原町長 |
| 4代            | 守本憲弘 | 2017年2月13日 | 現職          |            |

### 姉妹都市・提携都市
- 日本 新ひだか町（北海道日高郡、日高振興局管内）
1983年6月3日 - 旧南淡町と旧三石町が友好都市提携
1990年9月9日 - 旧西淡町と旧静内町が姉妹都市提携
2006年3月31日 - 静内町と三石町が合併し新ひだか町となる。
- 日本 葛巻町（岩手県岩手郡）
1983年6月3日 - 旧南淡町と友好都市提携
- 日本 糸魚川市（新潟県）
1983年6月3日 - 旧南淡町と旧能生町が友好都市提携
2005年3月19日 - 能生町が周辺市町と合併し糸魚川市となる。
- 日本 大野市（福井県）
1983年6月3日 - 旧南淡町と友好都市提携
- 日本 平取町（北海道沙流郡、日高振興局管内）
1994年7月6日 - 旧三原町と友好都市提携
- アメリカ合衆国 セライナ（英語版）（オハイオ州）
1996年4月13日旧南淡町と国際姉妹都市提携

### 市旗・市章
市旗
- 地色は白色であり、紋章は真ん中に置く[5]。

市章
- 南あわじ市の誕生前に公募を行い、公募で集まった1897作品の中から、淡路島のイニシャルである「A」をイメージして、2005年1月11日の市制施行と同時に制定された[5][6][7]。

## 議会

### 南あわじ市議会
2013年11月11日より、議員定数は18人。2005年11月10日まで合併特例法の議員在任特例により旧町議会議員60人が市議会議員として残った。2005年11月11日から2009年11月10日までは28人。2009年11月11日より2013年11月10日までは20人。
議会の模様はさんさんネット（ケーブルテレビ）で市内に放送されている。また、南あわじ市ホームページからでも見ることが出来る。

### 兵庫県議会
- 太田康文（無所属、1期）

南あわじ市で1つの選挙区（南あわじ市選挙区）を有し、定数は1である。

### 衆議院
- 選挙区：兵庫9区（明石市、洲本市、南あわじ市、淡路市）
- 任期：2024年10月27日 - 2028年10月26日
- 投票日：2024年10月27日
- 当日有権者数：360,121人
- 投票率：55.45％

| 当落 | 候補者名   | 年齢 | 所属党派     | 新旧別 | 得票数   | 重複 |
| ---- | ---------- | ---- | ------------ | ------ | -------- | ---- |
| 当   | 西村康稔   | 62   | 無所属       | 前     | 88,676票 |      |
| 比当 | 橋本慧悟   | 35   | 立憲民主党   | 新     | 70,738票 | ○    |
|      | 加古貴一郎 | 61   | 日本維新の会 | 新     | 25,515票 | ○    |
|      | 高田良信   | 78   | 日本共産党   | 新     | 9,653票  |      |

## 経済

### 第一次産業
農業
- 水稲 - 主要品種はキヌヒカリ。

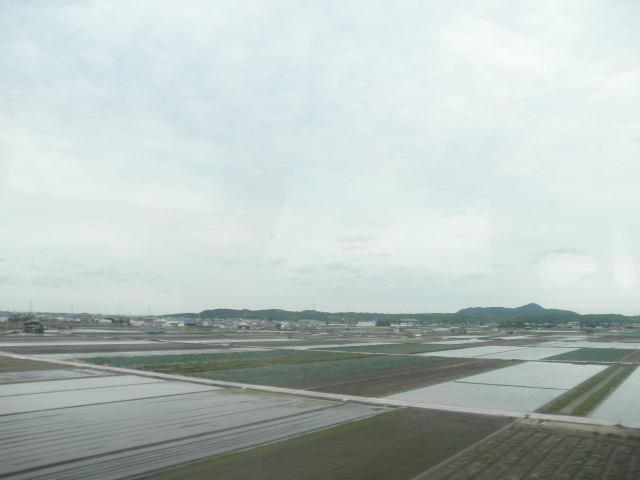
市内にある農業地帯
松帆で撮影

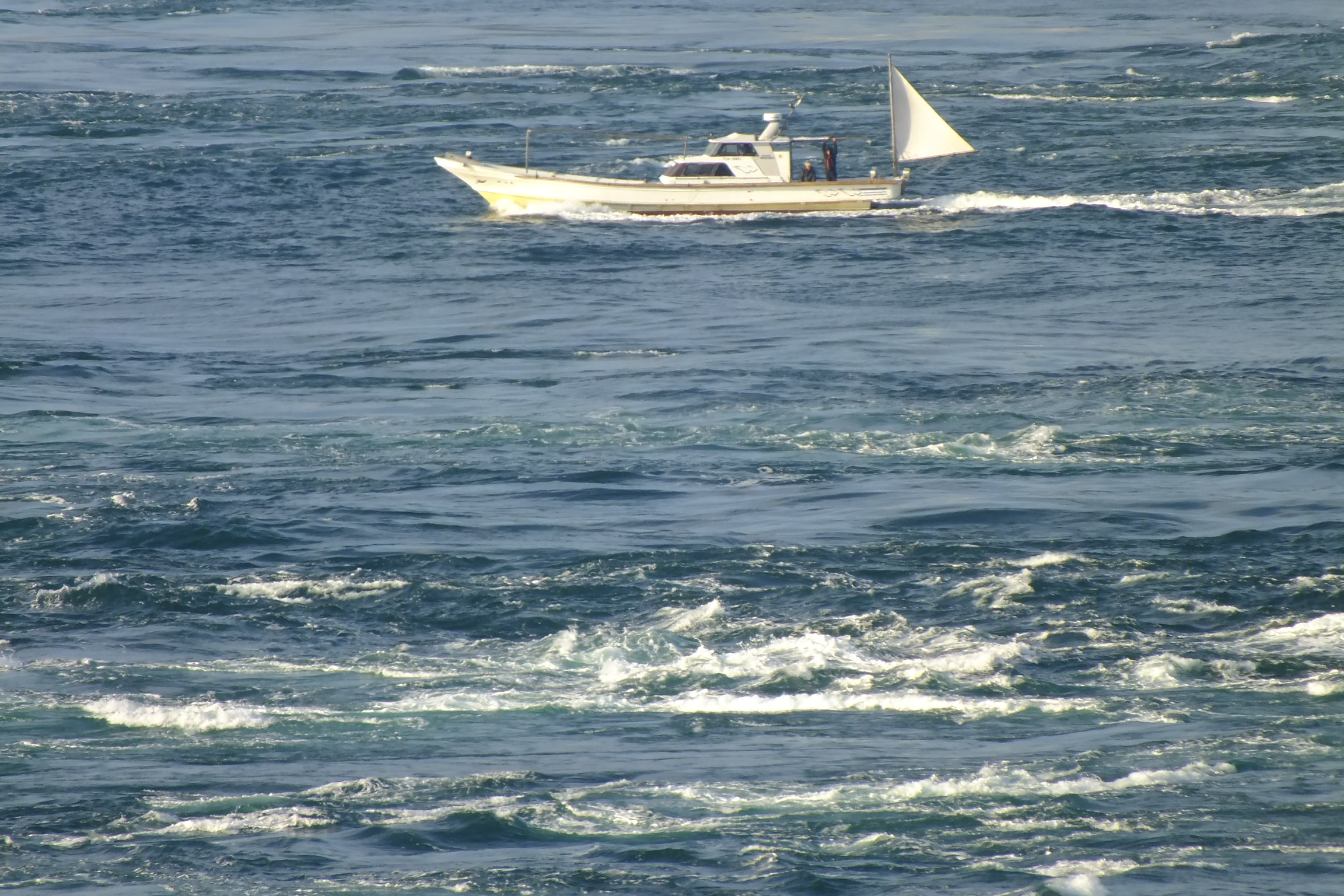
鳴門海峡での漁業

- 露地野菜 - タマネギ・レタス・キャベツ・ハクサイ など。水稲と路地野菜を1年を通じて栽培する「三毛作（さんもうさく）」が行われる。
- 果樹 - みかん・びわ。
- 花き - カーネーションなど。
- 酪農 - 「淡路島牛乳」は「淡路島たまねぎ」と並んで兵庫県内をはじめ、大阪・徳島・香川等、隣接する他府県でも根強い人気を持つ。
- 肉用牛 - 「淡路ビーフ」。
- 繁殖和牛

水産業
- 小型漁船による沿岸漁 - ちりめんじゃこ・イカナゴ・アジなど。
- 海面養殖漁業 - 海苔・ワカメ・トラフグ・ハマチ。

林業
- 山採りや栽培のシキミなど。

### 第二次産業
- パナソニックエナジー南淡（旧南淡電機→三洋エナジー南淡）
- ワールドインダストリー（株式会社ワールドの連結子会社）
- 服部ヒーティング南あわじ工場・南あわじ第3工場 （公式HP）
- イズミフードマシナリ淡路工場 （公式HP）
- パイオニア淡路工場
- 淡路瓦 - 旧西淡町を中心に瓦作りが盛ん。それを象徴するものとして、旧西淡町にある学校では新築される校舎も瓦屋根となっている。
- 森長組
- 栗之浦ドック（南あわじ造船）淡路工場
- 株式会社Danto Tile 淡路島工場

### 第三次産業
- ホテルニューアワジプラザ淡路島（公式HP）
- マルヨシセンター・マルナカ・コメリ・ダイキ・上新電機・しまむら・まいどおおきに食堂・丸亀製麺・西松屋・ニトリなど
- ショッピングセンター：イオン南淡路店・「パルティ」・「シーパ」・「らら・ウォーク南淡ショッピングセンター」がある。
- 吉野家・オートバックス・洋服の青山・紳士服はるやまは南あわじ市内にありながら「洲本店」と名乗っている。（これらは、神戸淡路鳴門自動車道洲本I.C.に近いため。）

金融
指定金融機関：淡路信用金庫（平成29年4月1日~）

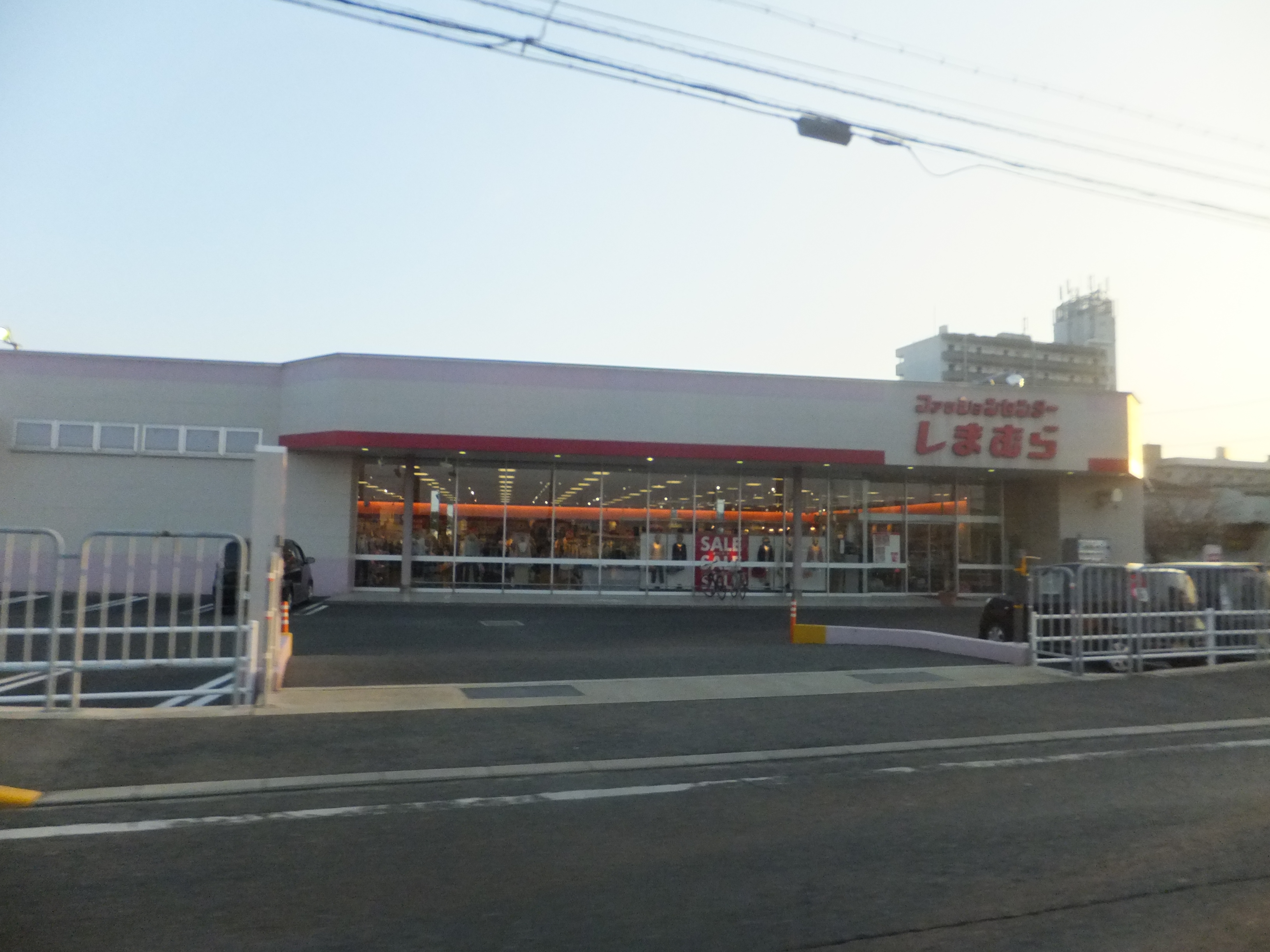
しまむら三原店
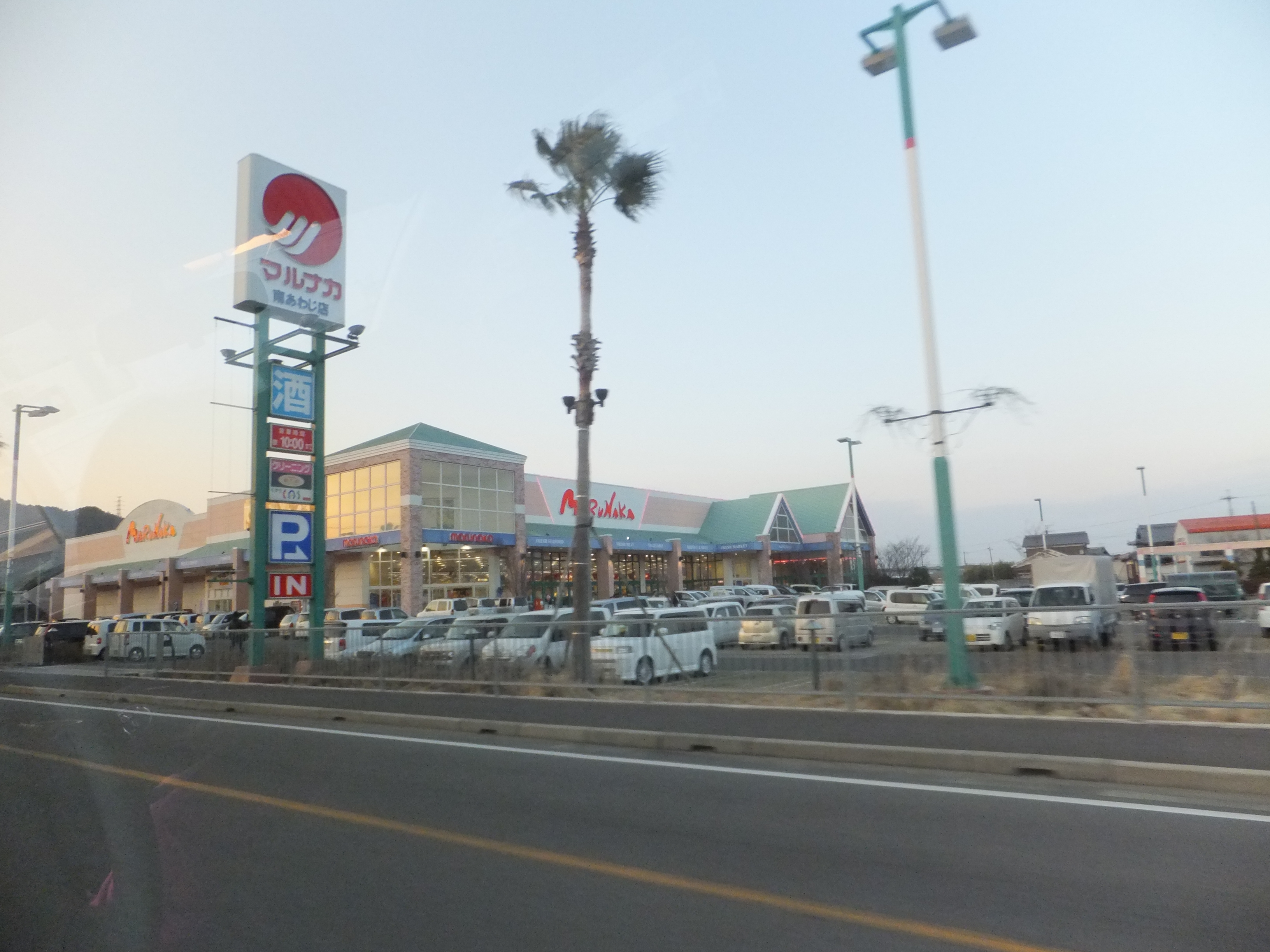
マルナカ南あわじ店

## 地域

### 合併前の各町位置図

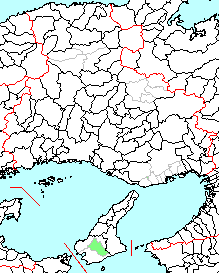
三原町
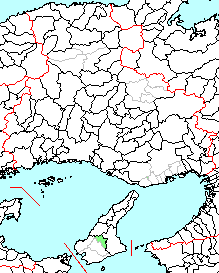
緑町
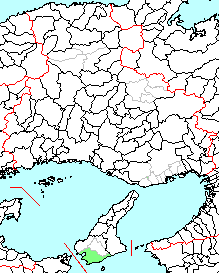
南淡町
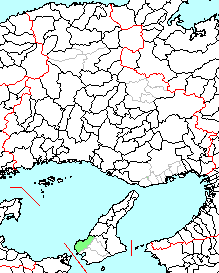
西淡町

### 施設
- 南あわじ市役所
  - 中央・緑・西淡・三原・南淡の5つの庁舎からなり、中央庁舎（旧三原郡生活文化会館）以外は合併前の旧町役場である。中央庁舎には市長室・市長公室・議場などがあるが、税・戸籍・住民・福祉関係の諸証明などの住民サービスは扱っていない。現在、中央庁舎隣接の新庁舎に移転
- 南あわじ警察署

### 教育

#### 図書館

南あわじ市立図書館

- 南あわじ市立図書館

#### 大学施設
- 吉備国際大学地域創成農学部
- 神戸大学海事科学部国際海事教育研究センター淡路海洋実習施設

#### 高等学校
- 兵庫県立淡路三原高等学校

#### 小学校・中学校
小・中学校の通学区域はによる。下記のうち、志知小学校は、2020年4月に設立した小学校であり、西淡志知小学校と三原志知小学校を前身とする。西淡志知小学校と三原志知小学校の両校は、同じ「南あわじ市志知」に存在し、もともとは旧三原郡の志知村立志知小学校という単一の学校であったが、町制施行（昭和の大合併）の際、志知村が「西淡町志知」と「三原町志知」に分割されたことに伴い小学校も分割された名残で、同一地区内に2校が存在していた。
また、広田小学校および広田中学校については旧広田村の区域が旧緑町（広田・中条・山添）と洲本市（納・鮎屋地区）に分割されたが小学校は分割されず、三原郡緑町洲本市小中学校組合立を経て南あわじ市洲本市小中学校組合立となっている。
沼島小・中学校は小規模特認校に指定されていて、所定の手続きを経れば市内全域から通学可能である。
| 市立小学校             | 市立中学校             | 市立小学校               | 市立中学校             |
| ---------------------- | ---------------------- | ------------------------ | ---------------------- |
| 南あわじ市立倭文小学校 | 南あわじ市立三原中学校 | 南あわじ市立松帆小学校   | 南あわじ市立西淡中学校 |
| 南あわじ市立志知小学校 | 南あわじ市立三原中学校 | 南あわじ市立湊小学校     | 南あわじ市立西淡中学校 |
| 南あわじ市立榎列小学校 | 南あわじ市立三原中学校 | 南あわじ市立辰美小学校   | 南あわじ市立西淡中学校 |
| 南あわじ市立八木小学校 | 南あわじ市立三原中学校 | 南あわじ市立賀集小学校   | 南あわじ市立南淡中学校 |
| 南あわじ市立市小学校   | 南あわじ市立三原中学校 | 南あわじ市立福良小学校   | 南あわじ市立南淡中学校 |
| 南あわじ市立神代小学校 | 南あわじ市立三原中学校 | 南あわじ市立阿万小学校   | 南あわじ市立南淡中学校 |
| 南あわじ市立沼島小学校 | 南あわじ市立沼島中学校 | 南あわじ市立北阿万小学校 | 南あわじ市立南淡中学校 |

| 組合立小学校                               | 組合立中学校                               |
| ------------------------------------------ | ------------------------------------------ |
| 南あわじ市・洲本市小中学校組合立広田小学校 | 南あわじ市・洲本市小中学校組合立広田中学校 |

#### その他の学校
- 兵庫県立淡路看護専門学校

#### 廃止された学校
兵庫県小学校の廃校一覧#南あわじ市・兵庫県中学校の廃校一覧#南あわじ市・兵庫県高等学校の廃校一覧#南あわじ市を参照。

#### スポーツ施設

南あわじ市立文化体育館

- 南あわじ市立文化体育館

### マスメディア
- ケーブルネットワーク淡路（さんさんネット）
  - 2017年4月から2020年3月31日にかけて世帯ごとにオプテージ（eo光テレビ）へ移行し、さんさんネットは自主放送製作のみの運営に移行予定。

### 医療
- 翠鳳第一病院
- 中林病院
- 平成病院
- 八木病院
- 南淡路病院

## 交通

### 鉄道
1966年まで淡路交通（鉄道線、洲本 - 市村 - 福良）が営業していた。
JTB時刻表には、市バス停が中心駅として記載されている。

### バス

#### 高速バス
※太字は市内停留所
- 淡路交通単独運行（この路線のみクローズドドアシステムではない）
  - 福良 -（陸の港西淡）または（原田 - 仁尾 - 苅藻 - 淡路島南IC - 志知）- 榎列 - 緑PA - 高速舞子
- 淡路交通・神姫バス・本四海峡バス共同運行
  - 福良 - 陸の港西淡 - 榎列 - 緑PA - 高速舞子 - 神戸三宮 - （新神戸駅） - （神戸空港）
- みなと観光バス (南あわじ市)単独運行
  - 淡路島線 陸の港西淡 - 榎列 - 緑PA  - 三ノ宮
- 徳島バス・南海バス・関西空港交通・本四海峡バス共同運行
  - 徳島駅 - 志知 - 関西国際空港
- 高松エクスプレス（フットバス）単独運行
  - 国分寺バスターミナル - 国分寺ダイアパレス前 - 高松駅 - 県庁通り - 栗林公園前 - ゆめタウン高松 - 高松中央IC南 - 三木BS - 志度BS - 津田BS - 大内BS - 引田BS - 鳴門西BS - 志知 - （高速舞子） - （神戸三宮） - （USJ） - 大阪駅前（桜橋口高架下） - 湊町バスターミナル（OCAT） - なんば高速バスターミナル
- 西日本ジェイアールバス・本四海峡バス・徳島バス・ジェイアール四国バス・京阪バス共同運行
  - 阿波エクスプレス京都号 徳島駅 - 志知 - 名神高槻 -  名神大山崎 - 京都駅
- ジェイアール四国バス・ジェイアールバス関東
  - ドリーム号 (東京 - 四国) 阿南駅 - 志知 - バスタ新宿 - 東京駅 - 東京ディズニーランド
- 淡路交通・みなと観光バス共同運行
  - オニオンバス 福良 - 陸の港西淡 - 淡路島南IC - 徳島空港

#### 路線バス
- 淡路交通が市内で運行している。
  - 縦貫線 洲本バスセンター - 広田 - 市 - 福良
  - 鳥飼線 洲本バスセンター - 札の辻 - 鳥飼浦 - 陸の港西淡
  - 長田線 洲本バスセンター - 広田 - 庄田 - 湊 - 陸の港西淡
  - 淡路・徳島線 洲本バスセンター - 緑PA - 榎列 - 志知 - 淡路島南 -（鳴門駅）または（高速鳴門）- 松茂 - 徳島大学前 - 徳島駅

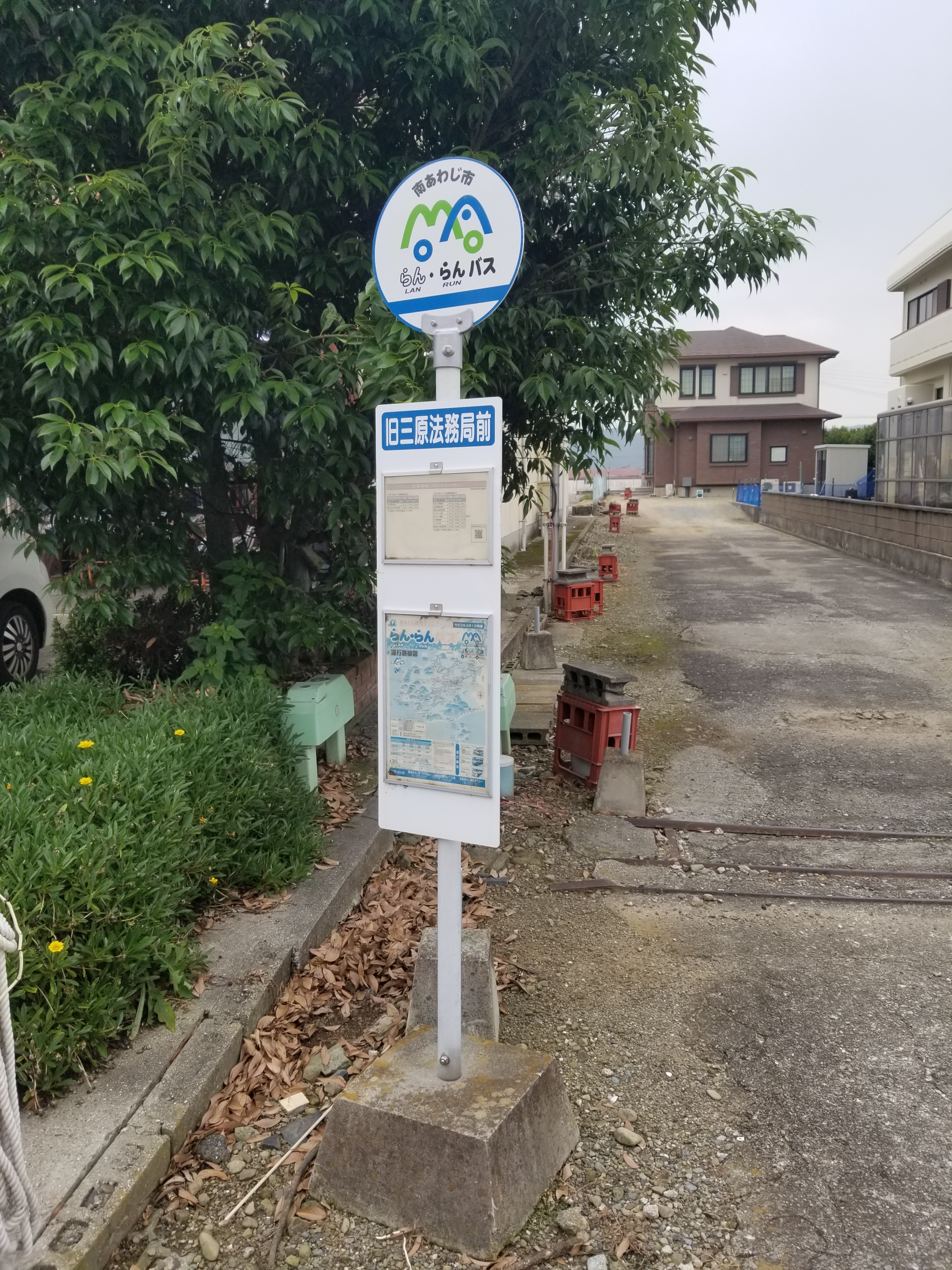
らん・らんバス バス停

- 市とみなと観光バス・南あわじ観光タクシーが連携し、コミュニティバス「らん・らんバス」を運行している。
- みなと観光バスが「UZU LOOP Free Shuttle Bus」を運行している。

### 道路

#### 高速道路

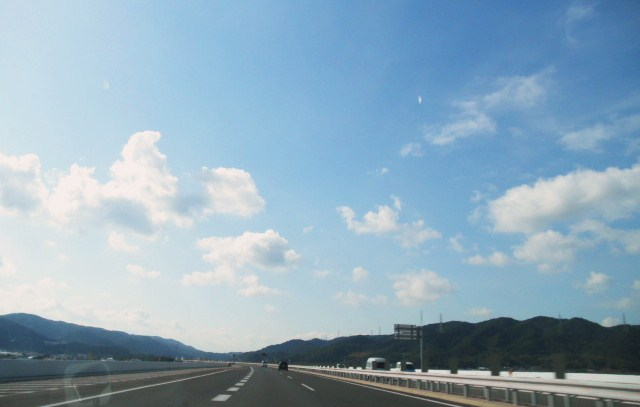
西淡三原インターチェンジ付近
松帆志知川で撮影

市の中心部を縦断する国道28号
神代国衙で撮影

- E28神戸淡路鳴門自動車道
緑パーキングエリア - 西淡三原インターチェンジ - 淡路島南インターチェンジ

#### 一般国道
- 国道28号

#### 県道
- 主要地方道
  - 兵庫県道25号阿万福良湊線（福良甲 - 阿那賀間はうずしおラインの愛称がついている）
  - 兵庫県道31号福良江井岩屋線（淡路サンセットライン）
  - 兵庫県道66号大谷鮎原神代線
  - 兵庫県道76号洲本灘賀集線（南淡路水仙ライン）
- 一般県道
  - 兵庫県道125号洲本松帆線（美緑ロード）
  - 兵庫県道126号松帆八木線
  - 兵庫県道234号湊港線
  - 兵庫県道235号阿万港線
  - 兵庫県道237号鳴門観潮線（うずしおライン）
  - 兵庫県道470号倭文五色線
  - 兵庫県道472号鳥飼浦洲本線
  - 兵庫県道473号広田洲本線
  - 兵庫県道476号津井津井港線
  - 兵庫県道477号阿那賀市線（阿那賀 - 榎列小榎列間はうずしおラインの愛称がついている）
  - 兵庫県道478号市八木線
  - 兵庫県道479号福井八幡線
  - 兵庫県道482号沼島線（兵庫県道の最南端）
  - 兵庫県道535号灘市線

#### 市道
- 南あわじ市道

#### 農道
- 南淡路広域農道（オニオンロード）19.6km
- 農免道路みどり線　672m[13]

#### 林道
- 柿木谷林道
- 上田林道

### 港湾
4つの地方港湾と9つの漁港がある。
かつては阿那賀港 - 亀浦港に淡路フェリーボート、福良港 - 撫養港に公団フェリー、阿淡汽船などの航路があったが、大鳴門橋の開通に伴い廃止されている。
※それぞれ播磨灘側から反時計回りに記す。

#### 地方港湾

観潮船（ジョイポート南淡路の臨時便船）日本丸のレプリカ船。

すべて兵庫県の管理。
| 名称   | 旅客航路                            | 主な貨物                 | 位置                               |
| ------ | ----------------------------------- | ------------------------ | ---------------------------------- |
| 湊港   |                                     | 砂利・砂、リサイクル資材 | 北緯34度19分52秒 東経134度43分30秒 |
| 津井港 |                                     |                          | 北緯34度19分41秒 東経134度41分27秒 |
| 福良港 | ジョイポート南淡路 - うずしお観潮船 | 砂利・砂、セメント       | 北緯34度15分13秒 東経134度43分2秒  |
| 阿万港 |                                     | 水産物                   | 北緯34度12分28秒 東経134度43分45秒 |

#### 漁港
第1種漁港は主に地元の漁業に、第2種漁港はより広い利用があるもの。

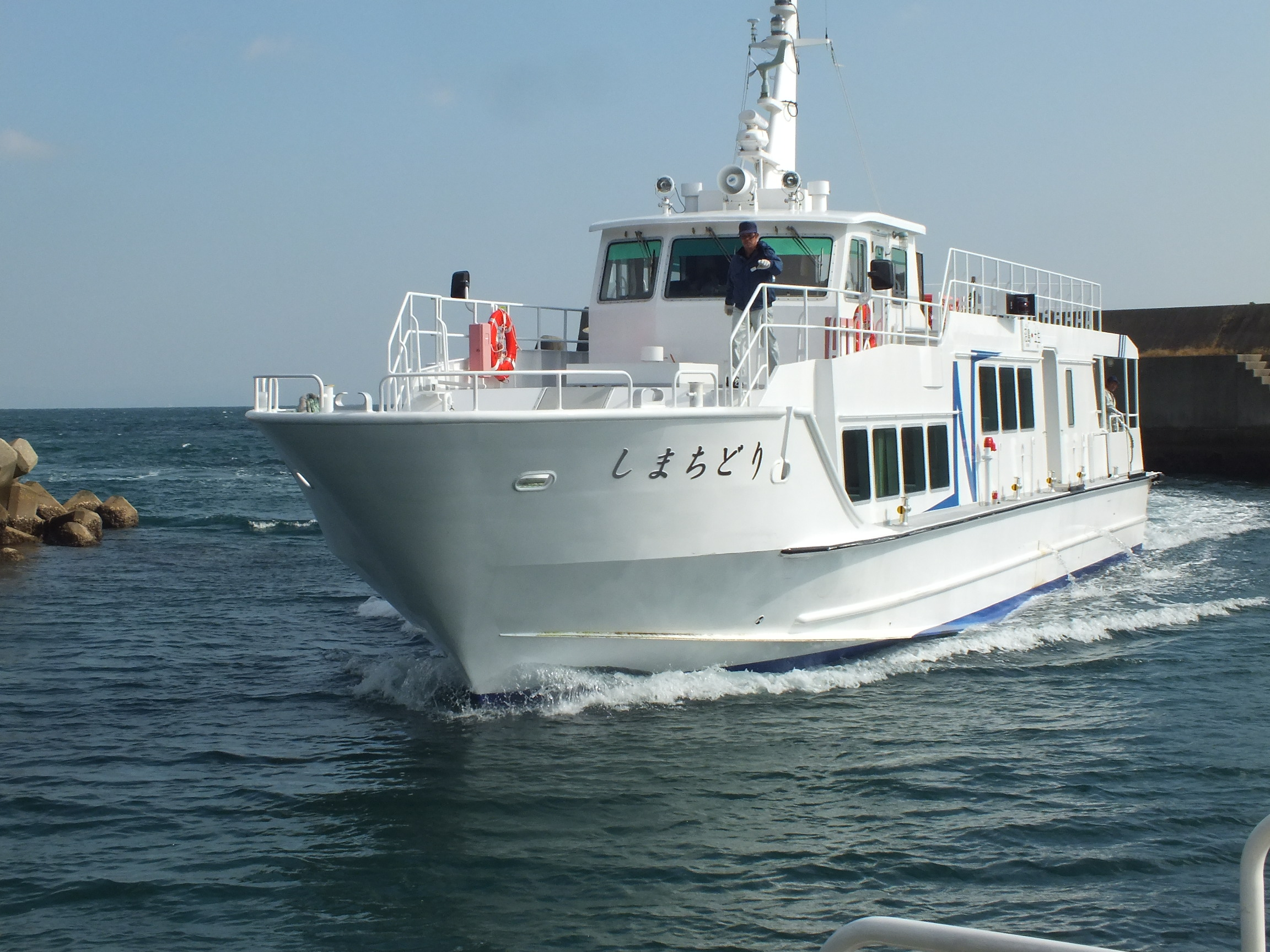
沼島汽船新「しまちどり」と土生港

| 名称       | 種別 | 管理者     | 漁業協同組合 | 主な水揚げ           | 特記                                        | 位置                               |
| ---------- | ---- | ---------- | ------------ | -------------------- | ------------------------------------------- | ---------------------------------- |
| 丸山漁港   | 2種  | 兵庫県     | 南あわじ     | わかめ、たこ、のり   |                                             | 北緯34度17分33秒 東経134度39分31秒 |
| 阿那賀漁港 | 1種  | 南あわじ市 | 南あわじ     |                      |                                             | 北緯34度16分15秒 東経134度40分6秒  |
| 伊毘漁港   | 1種  | 南あわじ市 | 南あわじ     |                      |                                             | 北緯34度15分21秒 東経134度40分29秒 |
| 仁頃漁港   | 1種  | 南あわじ市 | 南淡         |                      |                                             | 北緯34度11分31秒 東経134度44分42秒 |
| 地野漁港   | 1種  | 南あわじ市 | 南淡         |                      |                                             | 北緯34度11分54秒 東経134度45分57秒 |
| 灘漁港     | 2種  | 南あわじ市 | 南淡         | しらす、あじ、のり   | 沼島汽船 - 沼島漁港                         | 北緯34度11分57秒 東経134度47分54秒 |
| 沼島漁港   | 2種  | 兵庫県     | 南淡         | あじ、いか、たちうお | 沼島汽船 - 土生（はぶ）港（灘漁港）・洲本港 | 北緯34度10分8秒 東経134度49分7秒   |
| 吉野漁港   | 1種  | 南あわじ市 | 南淡         |                      |                                             | 北緯34度12分53秒 東経134度49分25秒 |
| 黒岩漁港   | 1種  | 南あわじ市 | 南淡         |                      |                                             | 北緯34度13分13秒 東経134度49分43秒 |

### 航空保安無線施設
- 淡路VORDME(国交省関西空港事務所管轄)

### 道の駅
- 道の駅うずしお
- 道の駅福良

## 名所・旧跡・観光スポット・祭事・催事

### 社寺・史跡
- 大和大国魂神社
- 自凝島神社
- 淡路国分寺
- 護国寺
- 養宜館

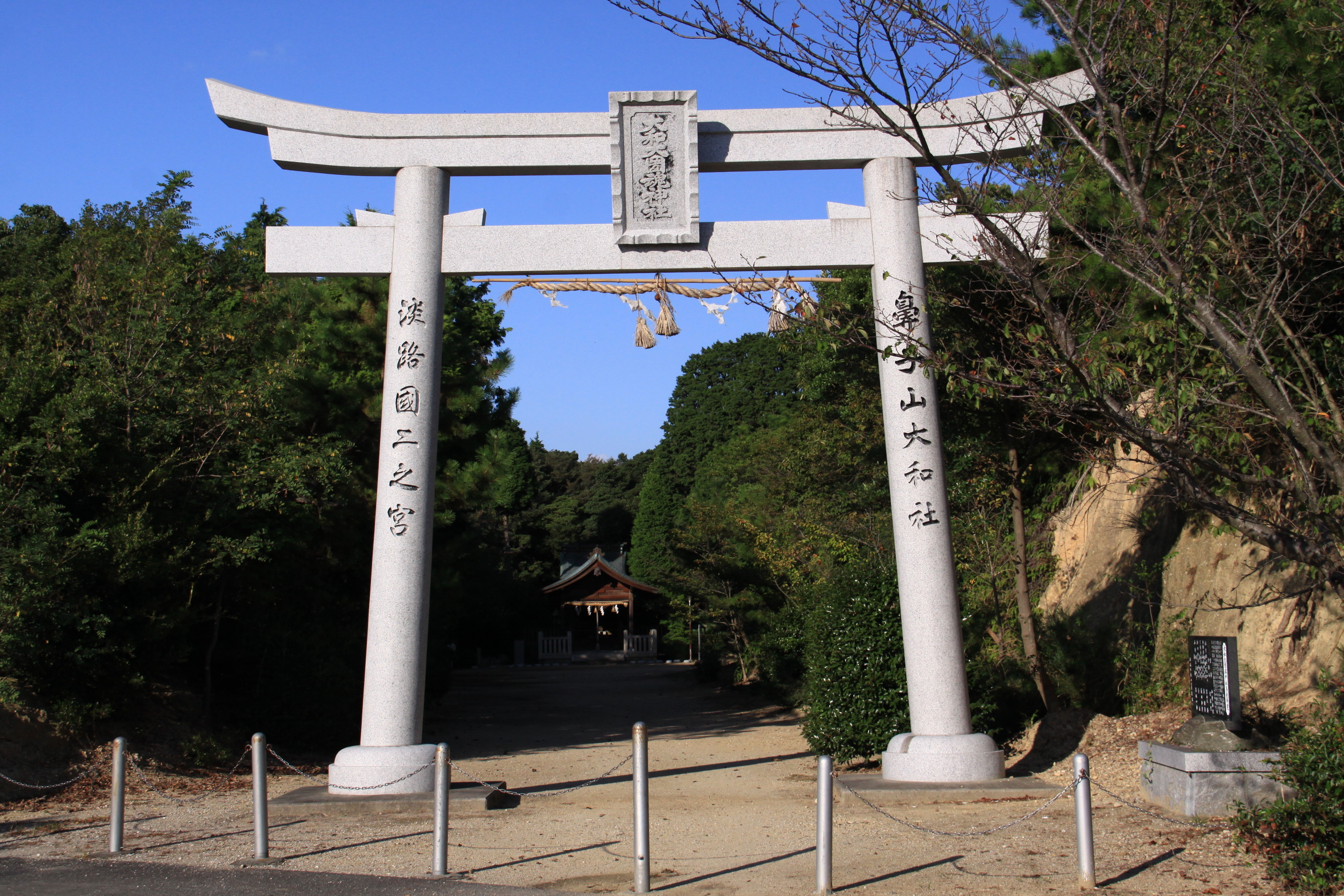
大和大国魂神社

- 成相寺（本尊の薬師如来立像は国の重要文化財に指定）
- 淳仁天皇陵
- 諭鶴羽神社
- 賀集八幡神社

### 海岸・海水浴場

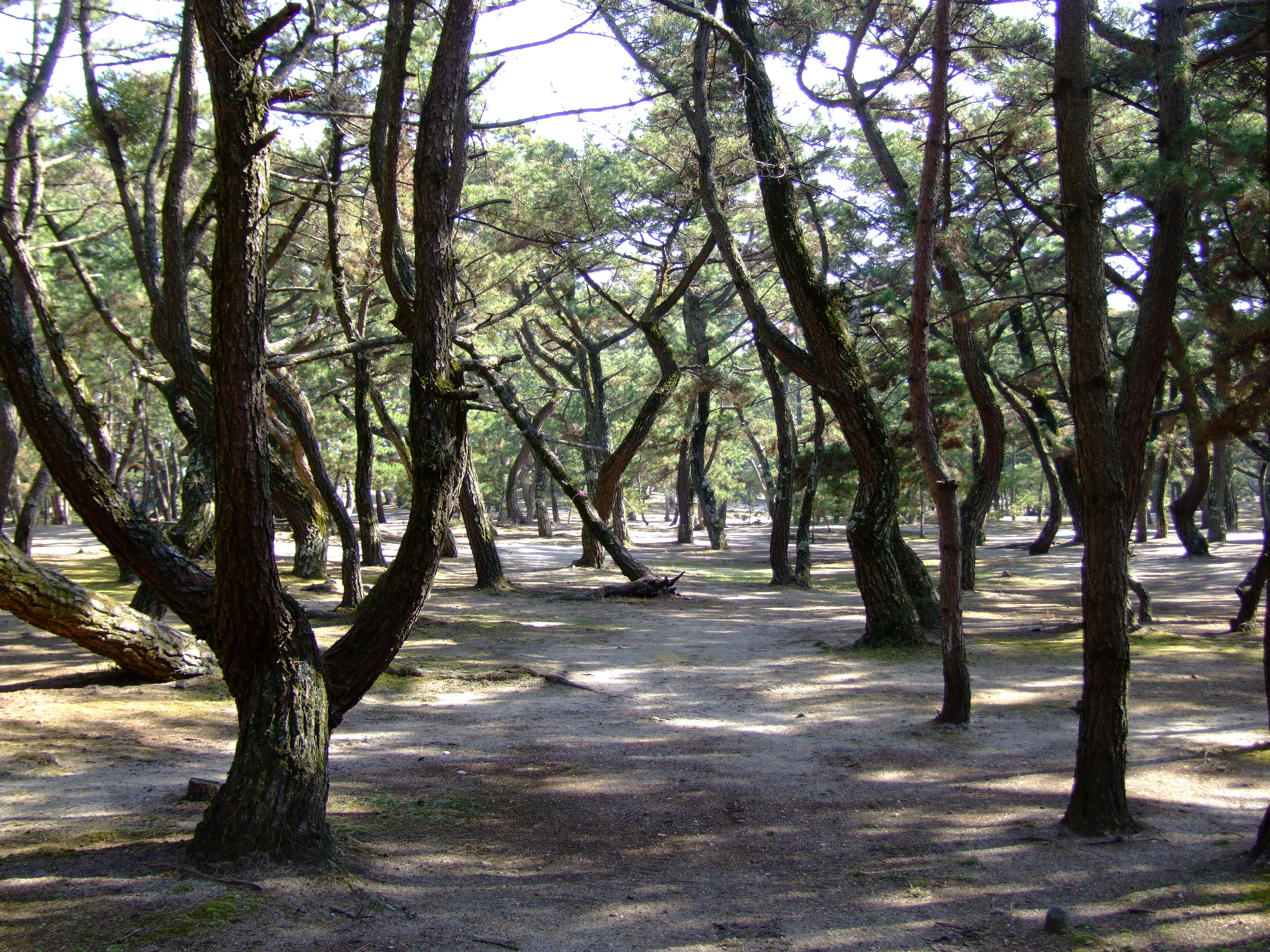
慶野松原

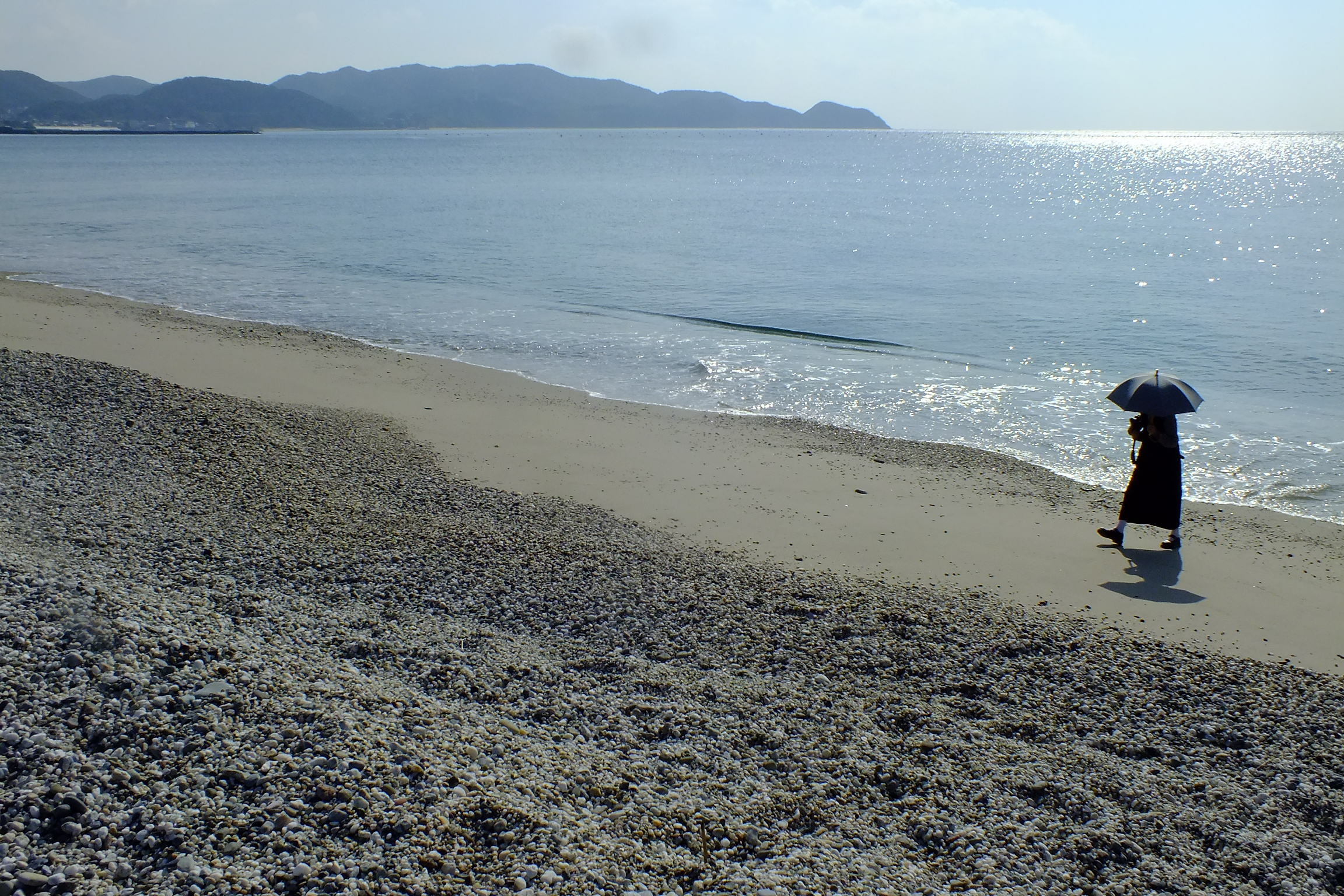
吹上浜 (兵庫県) - NHK連続テレビ小説「まんぷく」でロケ地に採用され、聖地として観光スポットともなっている。

- 慶野松原
- 丸山海水浴場
- 伊毘うずしお村
- 刈藻海水浴場
- 吹上浜 (兵庫県)
- 阿万海岸海水浴場
- 沼島海水浴場

### 日帰り入浴施設
- さんゆー館（指定管理者HP）
- ゆーぷる
- ゆとりっく

### その他
- 鳴門海峡（鳴門の渦潮）
- 大鳴門橋
- 大鳴門橋記念館
- 若人の広場
  - 戦没学徒記念館、慰霊塔（丹下健三設計）
- 南あわじ市滝川記念美術館玉青館
- 淡路ファームパーク イングランドの丘

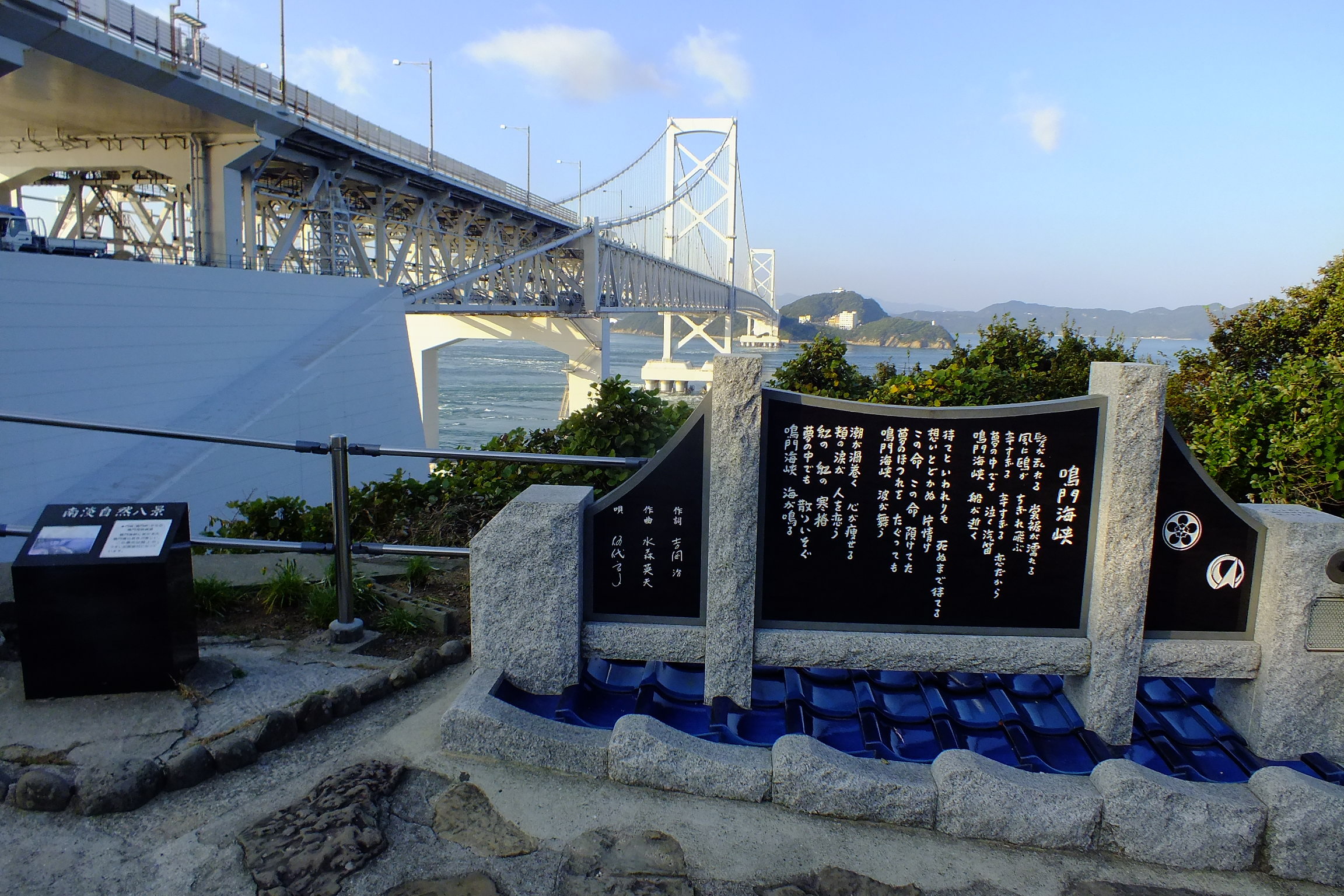
鳴門海峡と大鳴門橋

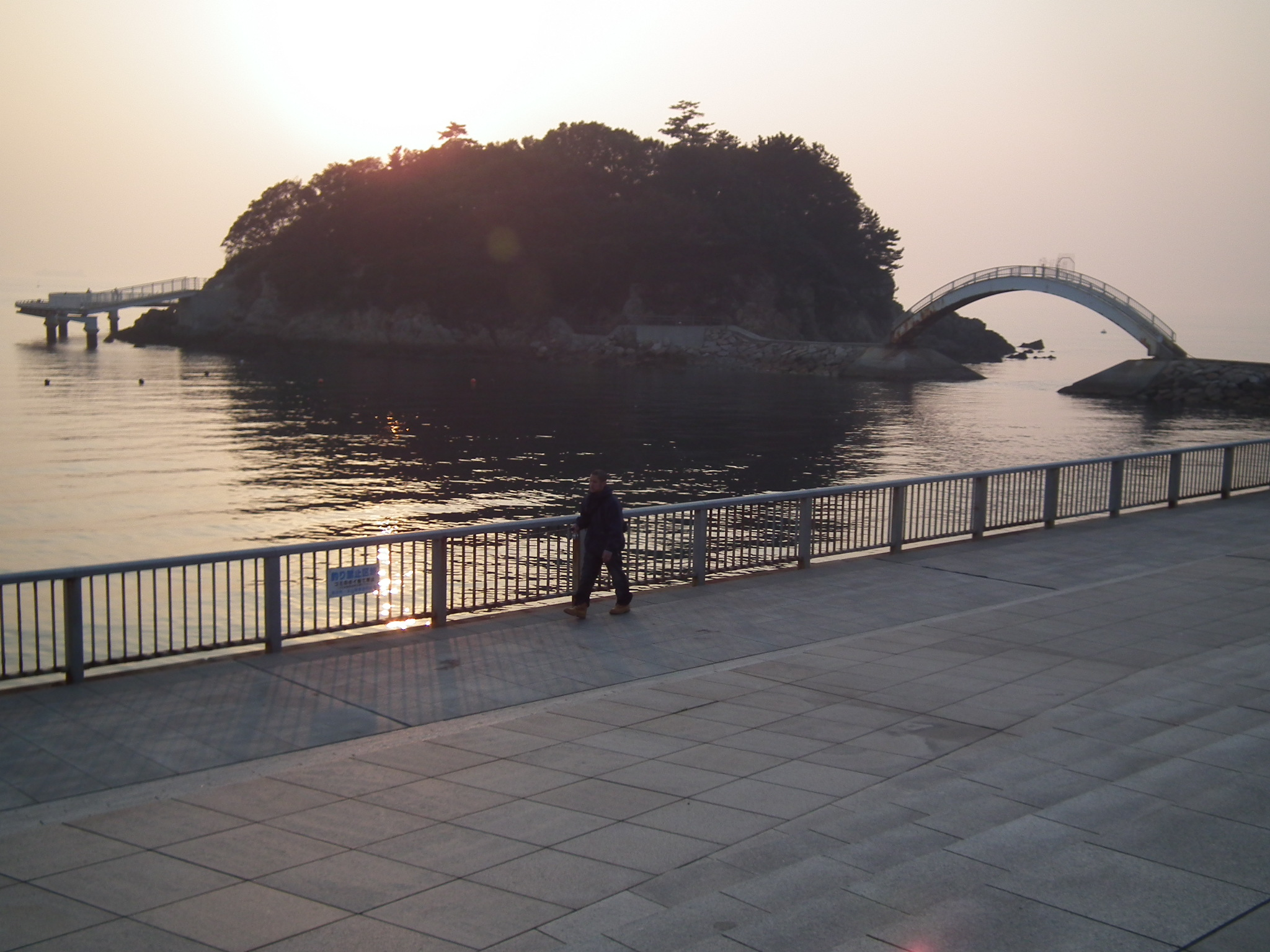
弁天島（丸山海釣り公園）

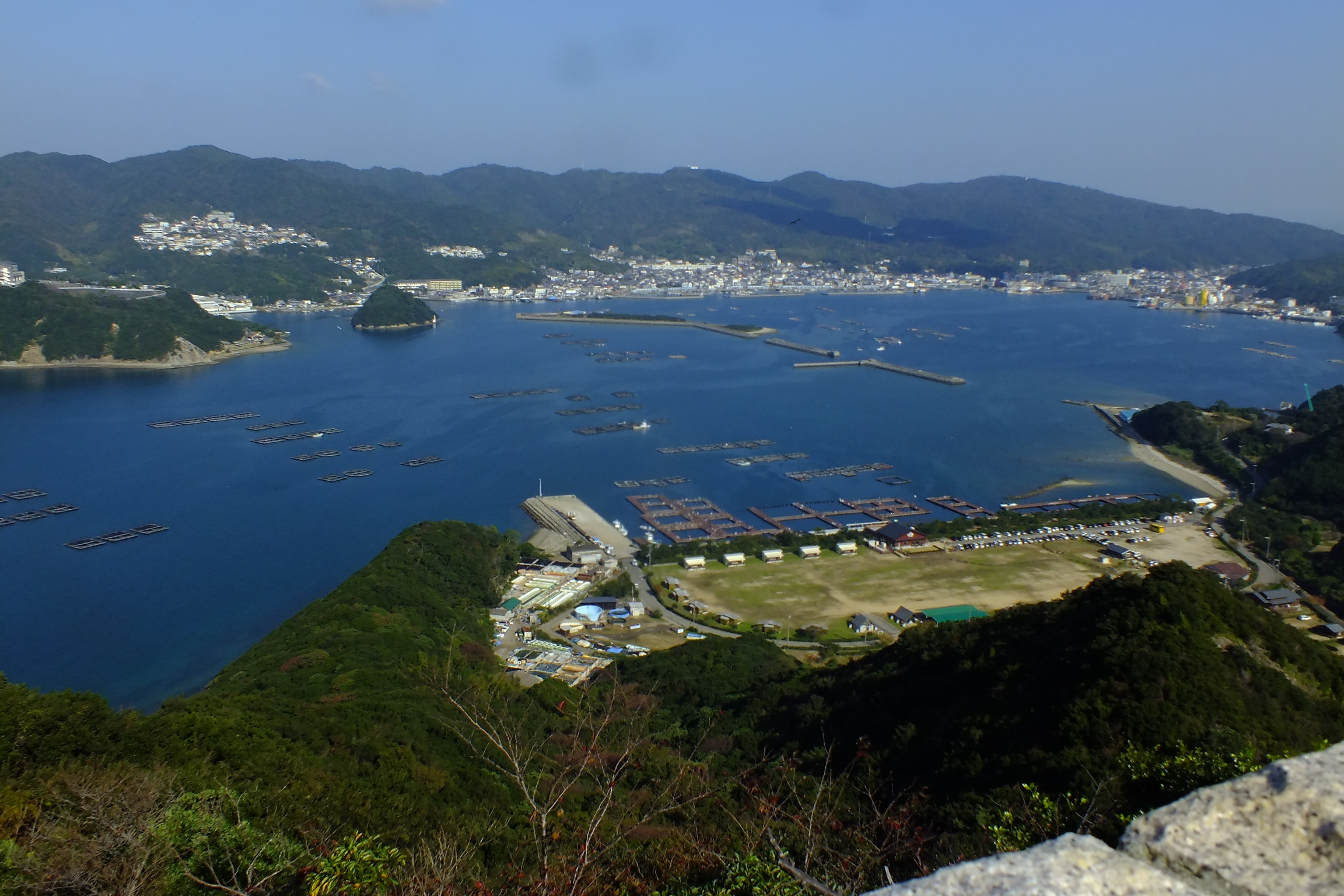
淡路じゃのひれアウトドアリゾート

- 淡路じゃのひれアウトドアリゾート , ドルフィンファーム
- 淡路島牧場
- 灘黒岩水仙郷
- 淡路人形浄瑠璃資料館
- 鳴門岬公園
- 国立淡路青少年交流の家
- おじんば磯
- 弁天島 - 離島であるが架橋されている。島全体が丸山海釣り公園として整備
- 沼島
  - 上立神岩
- 南あわじ市ふるさと活性化センター
- サンライズ淡路・淡路ふれあい公園HP

### 温泉
- うずしお温泉

## 出身人物

### 歴史上の人物
- 古東領左衛門（津井村庄屋。幕末の勤皇志士）
- 服部嵐雪（江戸前期の俳諧師。蕉門十哲筆頭）
- 船越景直（戦国武将・茶人。倭文庄田城の城主。後に江戸幕府の旗本）

### 政治家
- 立川雲平（衆議院議員）
- 土居光華（衆議院議員、翻訳家）
- 長尾有（阿万村本庄出身。労農党。農民運動家。日本農民組合委員長、労農党中央執行委員。三・一五事件で検挙）
- 永田秀次郎（貴族院議員・同和会。東京市長、廣田内閣拓務大臣、阿部内閣鉄道大臣、拓殖大学総長）
- 永田亮一（衆議院議員・自民党。衆議院法務委員長、衆議院外務委員長など）
- 野上嘉平（衆議院議員・憲政本党。実業家）
- 広岡宇一郎（衆議院議員・政友会。弁護士・自由民権運動家。政友会幹事長、田中義一内閣逓信政務次官。珍品五個事件で憲政会総裁加藤高明を追及）
- 正木照蔵（神代村出身。衆議院議員・憲政会）
- 宮本一三（衆議院議員・自民党。元文部科学副大臣）
- 綿貫佐民（衆議院議員）

### 軍人
- 桑島省三（志知村出身。海軍中将。日本海海戦時の第五駆逐隊不知火艦長、第二水雷戦隊司令官、海軍水雷学校校長。海軍水雷術の理論的発展に貢献）
- 樋口季一郎（陸軍中将）

### 実業家
- 大内昭彦（三原郡出身。リンテック社長）
- 大西実（三原町出身。富士写真フイルム元会長）
- 賀集喜一郎（海文堂書店創業者）
- 武岡豊太（北阿万新田南村出身。新開地開発者・聚楽館社長）
- 田中万米（賀集村出身。淡陶社社長。酪農家・淡路玉葱栽培開拓者）
- 藤江章夫（広田村出身。県会議員、三原郡長を経て淡路紡績と大阪アルカリを設立）
- 由井大三郎（福良町出身。元ニッカウヰスキー社長）

### 学者
- 入谷明（畜産学者。京都大学名誉教授）
- 大内兵衛（マルクス経済学者。東京大学名誉教授）
- 黒田徳米（貝類学者。GHQ最高司令部技術顧問、日本貝類学会創設者）
- 高木英明（三原町出身。社会工学者・計算機科学者。筑波大学教授）
- 田中正平（音響学者・物理学者。純正調オルガン発明者。瑞宝小綬章受勲）
- 平瀬與一郎（貝類学者。紫綬褒章受章）
- 平瀬信太郎（貝類学者。旧制成蹊高等学校教授、日本貝類学会創設者）

### 芸術家
- 榎本栄一（仏教詩人。第28回仏教伝道文化賞受賞）
- 菊川晋久（彫刻家）
- 賀集珉平（北阿万伊賀野村庄屋。江戸後期の陶工。珉平焼創始者）
- 清川あさみ（アーティスト・美術家）
- 鶴澤友路（福良町出身。義太夫節の三味線奏者。人間国宝）
- 不動立山（松帆村出身。日本画家）
- 藪長水（福良浦出身。幕末大坂の円山派絵師）
- 藤井佐知（阿那賀村出身。濱田庄司の唯一の女性の弟子。スリップウェアの陶芸家）

### 芸能人
- 海原万里（元漫才師、上沼恵美子の姉:芦川百々子）
- 上沼恵美子（タレント・司会者）
- 山口崇（俳優）
- 横山ドロン（漫才師。横山アラン・ドロン）

### 声優
- 興津和幸（声優）

### ミュージシャン
- 栗原稔（NIRGILIS）
- 原口知己（元Alchemy+）
- 藤岡幹大（ギタリスト）
- ユミ（ムラマサ☆）

### マスコミ
- 奥井奈々（フリーアナウンサー、モデル、実業家）

### スポーツ選手

#### 野球選手
- 岡本圭右（元プロ野球選手。元南海ホークス）
- 片山博視（元東北楽天ゴールデンイーグルス投手）
- 鎌田実（元プロ野球選手・野球解説者。元阪神タイガース）
- 村上頌樹（阪神タイガース投手）

#### サッカー選手
- 興津大三（元プロサッカー選手）
- 加地亮 （元プロサッカー選手。元日本代表）
- 木場昌雄（元プロサッカー選手。サッカー指導者）
- 谷池洋平（元プロサッカー選手）
- 波戸康広（元プロサッカー選手。元日本代表）
- 松浦宏治（元プロサッカー選手）

#### バレーボール選手
- 阿部領太（大分三好ヴァイセアドラー所属）
- 雨堤みなみ（仙台ベルフィーユ所属）
- 樫野幸子（元女子バレーボール選手。元全日本）
- 仁里奈那美（元女子バレーボール選手）

#### 大相撲力士
- 照強翔輝（元力士。西前頭3枚目、伊勢ヶ濱部屋）
- 鳴門海一行（元力士。西前頭筆頭、春日野部屋）
- 若鳴門清海（元力士。西前頭6枚目、春日野部屋）

#### その他
- 鎌田義（競艇選手）
- 奈木宏昌（柔道家）
- 浜田駿吉（元ホッケー選手、実業家）
- 藤田真奈美（沼島出身。女子重量挙げ選手、陸上自衛隊三等陸曹）
- 正木健人（柔道家）

### その他
- 印部すえ子（賀集村出身。教育活動家）
- 榎本栄次（牧師・伝道者・教育者）
- 榎本保郎（牧師。アシュラム運動普及に貢献）
- 岡江美希（美容研究家）
- 賀集正三（将棋棋士）
- 河辺満甕（牧師・伝道者・教育者）
- 穀内寅蔵（北阿万村出身。教育活動家）
- 良基天音（元宝塚歌劇団月組男役）

## 南あわじ市が舞台となったゲーム
- ナルキッソス
- はじまりの島[17]